# Alberto Alocén García
Alberto Alocén García, (nascut el 3 de maig de 1959 a Madrid, Comunitat de Madrid) és un exjugador de bàsquet espanyol. Amb 1.91 metres d'alçada, jugava en la posició d'aler. És pare del també jugador de bàsquet Carlos Alocén.

## Trajectòria
Format en les categories inferiors del Reial Madrid, juntament amb jugadors com Fernando Romay i Juanma López Iturriaga, va arribar a ser internacional en les categories inferiors d'Espanya, aconseguint la medalla de plata en l'Eurobasket sub-18 de l'any 1978 disputat a Roseto, Itàlia. No trobaria però lloc en l'equip blanc, i la seva primera sortida va ser una cessió a l'Oviedo de la Primera B.
El 1978 fitxa pel CN Helios de Primera Divisió B, aconseguint l'ascens a primera divisió espanyola en la primera temporada i romanent en el club aragonès dues temporades més. Posteriorment va jugar en un altre equip aragonès, el Peñas Huesca, on va arribar a ser capità fins a la seva marxa a l'estiu de 1990. El seu últim equip com a professional va ser el Club Bàsquet Askatuak de Sant Sebastià.